# Іст-Пойнт (Алабама)
Іст-Пойнт (англ. East Point) — переписна місцевість (CDP) в США, в окрузі Каллмен штату Алабама. Населення — 172 особи (2020).

## Географія
Іст-Пойнт розташований за координатами 34°11′28″ пн. ш. 86°47′30″ зх. д. / 34.19111° пн. ш. 86.79167° зх. д. (34.191023, -86.791785).  За даними Бюро перепису населення США в 2010 році переписна місцевість мала площу 3,03 км², з яких 3,01 км² — суходіл та 0,02 км² — водойми.

## Демографія
Згідно з переписом 2010 року, у переписній місцевості мешкала 201 особа в 86 домогосподарствах у складі 62 родин. Густота населення становила 66 осіб/км².  Було 102 помешкання (34/км²).
Расовий склад населення:
| - 96,5 % — білих - 1,0 % — азіатів |

До двох чи більше рас належало 2,0 %. Частка іспаномовних становила 3,5 % від усіх жителів.
За віковим діапазоном населення розподілялося таким чином: 19,9 % — особи молодші 18 років, 66,7 % — особи у віці 18—64 років, 13,4 % — особи у віці 65 років та старші. Медіана віку мешканця становила 42,2 року. На 100 осіб жіночої статі у переписній місцевості припадало 86,1 чоловіків;  на 100 жінок у віці від 18 років та старших — 96,3 чоловіків також старших 18 років.
Середній дохід на одне домашнє господарство  становив 71 605 доларів США (медіана — 62 059), а середній дохід на одну сім'ю — 71 605 доларів (медіана — 62 059). 
Цивільне працевлаштоване населення становило 47 осіб. Основні галузі зайнятості: науковці, спеціалісти, менеджери — 38,3 %, фінанси, страхування та нерухомість — 34,0 %, освіта, охорона здоров'я та соціальна допомога — 27,7 %.